# Phrurotimpus lasiolepis
Espèce
Synonymes
- Phrurolithus lasiolepis Fu, Chen & Zhang, 2016

Phrurotimpus lasiolepis est une espèce d'araignées aranéomorphes de la famille des Phrurolithidae.

## Distribution
Cette espèce est endémique du Yunnan en Chine,. Elle se rencontre dans le xian de Lushui et le district de Longyang.

## Description
Le mâle holotype mesure 2,45 mm et la femelle paratype 3,06 mm.

## Systématique et taxinomie
Cette espèce a été décrite sous le protonyme Phrurolithus lasiolepis par Fu, Chen et Zhang en 2016. Elle est placée dans le genre Phrurotimpus par Mu, Lin et Zhang en 2022.

## Publication originale
- Fu, Chen & Zhang, 2016 : « New Phrurolithus species from China (Araneae, Phrurolithidae). » Ecologica Montenegrina, vol. 7, p. 270-290 (texte intégral).